# Foot-Ball Club Juventus 1913-1914
Questa voce raccoglie le informazioni riguardanti il Foot-Ball Club Juventus nelle competizioni ufficiali della stagione 1913-1914.

## Stagione
Con la presidenza dell'avvocato Giuseppe Hess, ex giocatore juventino e poi dirigente della società bianconera, nel 1913, la Juventus aprì un nuovo ciclo con un tipo di mentalità manageriale diversa rispetto al periodo precedente: la squadra torinese disputò il campionato piazzandosi seconda dietro l'Inter nel girone lombardo e finendo quarta nella fase finale del Campionato Alta Italia (uno dei due gruppi del campionato nazionale), battendo, tra le altre, il Casale poi campione d'Italia per 1-0.

## Divise
| Casa | Portiere |

## Rosa
| N. |                     | Ruolo | Calciatore           |
| -- | ------------------- | ----- | -------------------- |
|    | Italia (bandiera)   | P     | Rosolino Montano     |
|    | Italia (bandiera)   | D     | Augusto Arioni       |
|    | Italia (bandiera)   | D     | Filippo Castoldi     |
|    | Italia (bandiera)   | D     | Collino II           |
|    | Svizzera (bandiera) | D     | M. Fuller            |
|    | Italia (bandiera)   | C     | Bigatto I            |
|    | Italia (bandiera)   | C     | Boglietti II         |
|    | Italia (bandiera)   | C     | Domenico Capello     |
|    | Italia (bandiera)   | C     | Giuseppe Giriodi     |
|    | Scozia (bandiera)   | C     | Robb Hescool         |
|    | Italia (bandiera)   | C     | Pietro Omodei Zorini |
|    | Italia (bandiera)   | C     | Payer I              |

| N. |                   | Ruolo | Calciatore           |
| -- | ----------------- | ----- | -------------------- |
|    | Italia (bandiera) | C     | Payer II             |
|    | Italia (bandiera) | C     | Varalda I            |
|    | Italia (bandiera) | A     | Angelo Besozzi       |
|    | Italia (bandiera) | A     | Boglietti I          |
|    | Italia (bandiera) | A     | Lorenzo Valerio Bona |
|    | Italia (bandiera) | A     | Benigno Dalmazzo     |
|    | Italia (bandiera) | A     | A. Fornara           |
|    | Italia (bandiera) | A     | M. Gaido             |
|    | Italia (bandiera) | A     | Carlo Gallina        |
|    | Italia (bandiera) | A     | Silvino Maffiotti    |
|    | Italia (bandiera) | A     | A. Marchisio         |

## Risultati

### Prima Categoria

#### Girone eliminatorio
| Arbitro: | Mauro (Milano) |

|                                   |           |             |
| Gaido 10’ Capello 19’ Bigatto 83’ | Marcatori | 64’ Binaghi |

| Arbitro: | Magni (Milano) |

|               |           |                                |
| Paltenghi 89’ | Marcatori | 6’ (aut.) Gattoni 33’ Dalmazzo |

| Arbitro: | Pedroni (Milano) |

|                              |           |              |
| Van Hege 30’, 40’ Lovati 75’ | Marcatori | 50’ Dalmazzo |

| Arbitro: | Magni (Milano) |

|             |           |                                      |
| Capello 15’ | Marcatori | 50’ (rig.) Tomaselli 65’, 75’ Piacco |

| Arbitro: | Pedroni (Milano) |

|            |           |                                         |
| Carrer 85’ | Marcatori | 47’ Gaido 65’ Dalmazzo 75’ E. Boglietti |

| Arbitro: | Meazza (Milano) |

|                                    |           |  |
| Giriodi 1’, 15’, E. Boglietti Bona | Marcatori |  |

| Arbitro: | Pedroni (Milano) |

|                                                |           |  |
| E. Boglietti 46’, 87’ Giriodi 77’ Dalmazzo 82’ | Marcatori |  |

| Arbitro: | Panzeri (Milano) |

|           |           |           |
| Villa 55’ | Marcatori | 26’ Gaido |

| Arbitro: | Pedroni (Milano) |

|                                                              |           |                                     |
| C. Payer 5’ Dalmazzo 10’, 85’ Bona 57’, 86’ Giriodi 65’, 70’ | Marcatori | 30’ (rig.) L. Cevenini 58’ Bavastro |

| Arbitro: | Cattaneo (Milano) |

|  |           |                                            |
|  | Marcatori | 17’, 80’ Giriodi 18’, 40’, 82’ (rig.) Bona |

| Arbitro: | Comazzi (Milano) |

|                                                                       |           |  |
| C. Payer 14’ Omodei Zorini 38’ Dalmazzo 43’ Bona 55’, 68’, 81’ (rig.) | Marcatori |  |

| Arbitro: | Comazzi (Milano) |

|                      |           |           |
| Bona 15’ (rig.), 51’ | Marcatori | 75’ Trerè |

| Arbitro: | Scarioni (Milano) |

|                    |           |                                                          |
| Piacco Travelletti | Marcatori | , Dalmazzo 47’ E. Boglietti , (rig.) Bona , R. Boglietti |

| Arbitro: | E. Colombo (Milano) |

|                                                                            |           |  |
| Bona 5’, 22’, 60’, 63’ (rig.), 75’ Dalmazzo 20’, 30’ E. Boglietti 27’, 40’ | Marcatori |  |

| Arbitro: | Bianchi (Milano) |

|                     |           |                                |
| Ciotti 30’ Galbiati | Marcatori | 15’ E. Boglietti 60’, 79’ Bona |

| Milano 22 febbraio 1914, ore 15:00 CET 16ª giornata | US Milanese       | 0 – 0 referto | Juventus | Campo di via Stelvio\| Arbitro: \| Goetzlof (Genova) \| |
| Arbitro:                                            | Goetzlof (Genova) |               |          |                                                         |

| Arbitro: | Quirci (Milano) |

|                                               |           |     |
| Capello C. Payer E. Boglietti Besozzi Giriodi | Marcatori | May |

| Arbitro: | Resegotti (Milano) |

|                                                                |           |              |
| L. Cevenini 1’, 50’ Bavastro 10’, 84’ Gama 20’ A. Cevenini 48’ | Marcatori | 30’ C. Payer |

#### Girone nazionale
| Arbitro: | Cattaneo (Milano) |

|           |           |                                  |
| Forlivesi | Marcatori | , C. Payer Dalmazzo E. Boglietti |

| Arbitro: | Pedroni (Milano) |

|          |           |  |
| Bona 35’ | Marcatori |  |

| Arbitro: | Cattaneo (Milano) |

|                       |           |                 |
| Casalini 5’ Perin 62’ | Marcatori | 35’ (rig.) Bona |

| Arbitro: | Laugeri (Torino) |

|                           |           |  |
| Mattea 50’ G. Gallina 54’ | Marcatori |  |

| Arbitro: | G. Colombo (Milano) |

|                                  |           |                                 |
| Bona 85’ (rig.) E. Boglietti 88’ | Marcatori | 35’, 66’, 86’ Grant 82’ Mariani |

| Arbitro: | Calì (Genova) |

|                                                    |           |           |
| Bona 10’ (rig.), 27’ C. Payer 20’ E. Boglietti 65’ | Marcatori | 88’ Corsi |

| Arbitro: | Cattaneo (Milano) |

|                      |           |                                  |
| L. Cevenini 12’, 55’ | Marcatori | 25’ E. Boglietti 65’ (rig.) Bona |

| Arbitro: | Comazzi (Milano) |

|                               |           |                       |
| Dalmazzo 11’ E. Boglietti 20’ | Marcatori | 22’ A. Tonini Ciscato |

| Arbitro: | Colombo (Milano) |

|                |           |  |
| G. Collino 25’ | Marcatori |  |

| Arbitro: | Pedroni (Milano) |

|                                                      |           |                  |
| Benvenuto 36’ Grant 58’ Walsingham 80’ G. Crocco 82’ | Marcatori | 26’ R. Boglietti |

## Statistiche

### Statistiche di squadra
| Competizione                        | Punti | In casa | In casa | In casa | In casa | In casa | In casa | In trasferta | In trasferta | In trasferta | In trasferta | In trasferta | In trasferta | Totale | Totale | Totale | Totale | Totale | Totale | DR  |
| Competizione                        | Punti | G       | V       | N       | P       | Gf      | Gs      | G            | V            | N            | P            | Gf           | Gs           | G      | V      | N      | P      | Gf     | Gs     | DR  |
| ----------------------------------- | ----- | ------- | ------- | ------- | ------- | ------- | ------- | ------------ | ------------ | ------------ | ------------ | ------------ | ------------ | ------ | ------ | ------ | ------ | ------ | ------ | --- |
| Prima Categoria - eliminatorie Nord | 28    | 9       | 8       | 0       | 1       | 43      | 8       | 9            | 5            | 2            | 2            | 24           | 16           | 18     | 13     | 2      | 3      | 67     | 24     | +43 |
| Prima Categoria - finali (Nord)     | 10    | 5       | 3       | 1       | 1       | 10      | 7       | 5            | 1            | 1            | 3            | 8            | 11           | 10     | 4      | 2      | 4      | 18     | 18     | 0   |
| Totale                              |       | 14      | 11      | 1       | 2       | 53      | 15      | 14           | 6            | 3            | 5            | 32           | 27           | 28     | 17     | 4      | 7      | 85     | 42     | +43 |